# Aspley Heath (Warwickshire)
Aspley Heath – przysiółek w Anglii, w Warwickshire. Leży 7,8 km od miasta Henley-in-Arden, 19,7 km od miasta Warwick i 152,2 km od Londynu. W 2015 miejscowość liczyła 593 mieszkańców.